# Негматов, Алексей
Алексей Негматов (тадж. Алексей Негматов; 4 января 1986) — таджикистанский футболист, игрок сборной Таджикистана. Мастер спорта Республики Таджикистан

## Карьера
С 2006 по 2010 годы играл в команде «Вахш», за это время дважды отлучался из клуба — в другую курган-тюбинскую команду «Таджиктелеком» и в узбекский «Андижан».
В 2011—2012 годах защищал цвета клуба «Регар-ТадАЗ». В марте 2013 года покинул «Регар-ТадАЗ» и перешёл в «Равшан», в составе кулябского клуба стал чемпионом Таджикистана 2013 года.
Перед началом сезона 2014 перешёл в состав дебютанта таджикской высшей лиги «Далерон-Уротеппа».
Двукратный чемпион Таджикистана. Трёхкратный обладатель Кубка Таджикистана.
В сборной Таджикистана дебютировал в 2004 году, стал победителем Кубка вызова АФК 2006. В 2012 году забил свой первый гол за сборную в матче против Филиппин.